# Alfred Richter
Alfred Richter (Leipzig, 1 d'abril de 1846 - 1919) fou un compositor i teòric alemany.
Deixeble del seu pare Ernst, de 1872 a 1883 fou professor del Conservatori de la mateixa ciutat, va viure algun temps a Anglaterra i en retornar a Leipzig, el 1897, va dirigir fins al 1899 la societat coral universitària Arion.
Va publicar una col·lecció d'exercicis pel tractat d'harmonia del seu pare (1880; 18a edició el 1903) se li deu a més; Die Elementar kenntnisse der Musik (1895, 2a edició, 1901); Das Klavierspiel (1898); Die Lehre von der thematischen Arbeit (1896); Die Lehre von der Form in der Musik (1904) i les noves edicions dels tractats del seu pare.